# Pholcus chappuisi
Pholcus chappuisi là một loài nhện trong họ Pholcidae. Loài này được phát hiện ở Kenia.